# Базьяны
Базьяны — упразднённое ныне село в России Ханты-Мансийского района Ханты-Мансийского автономного округа — Югры. Входило в сельское поселение Шапша.

## География
Климат
Климат резко континентальный, зима суровая, с сильными ветрами и метелями, продолжающаяся семь месяцев. Лето относительно тёплое, но быстротечное.

## История
В путевых записях естествоиспытателя и путешественника Г.Ф. Миллера, сделанных в 1740-е гг., сказано:
Деревня Базьянова на острове, образованном Медвежьей протокой и Иртышом, немного выше Чубковой и в 50 верстах от Самарова. Имеет 2 ямщицких двора, при которых находятся также 7 остяцких юрт Назымской волости, называемые Sangang-pugl.
В 1926 г. в селе Базьяново (Базьяны) было 105 хозяйств, в которых проживало 446 чел., из них 77 чел. или 17,3% - ханты, и 365 чел. или 81,8% - русские.
В 2011 году за переселение проголосовали все жители села. В марте 2012 года все жители села были переселены в Ярки.
Упразднено Законом Ханты-Мансийского автономного округа — Югры от 9 декабря 2015 года № 129-оз «Об изменениях административно-территориального устройства Ханты-Мансийского автономного округа — Югры и о внесении изменений в отдельные законы Ханты-Мансийского автономного округа — Югры» в связи с отсутствием в нём постоянно проживающего населения.

## Население
| 1989 | 2002 | 2010 |
| ---- | ---- | ---- |
| 287  | ↘171 | ↘156 |